# Željeznica
 Ovo je glavno značenje pojma Željeznica. Za druga značenja pogledajte Željeznica (razdvojba).
Željeznica je grana kopnenog prometa koja koristi prometno sredstvo koje se kreće po stalno postavljenoj metalnoj podlozi - čeličnim tračnicama. Dvije tračnice zajedno čine kolosijek, a pričvršćene su po metalnim, drvenim ili betonskim pragovima. Širina kolosijeka može biti uskotračna (600 mm, 760 mm, 1000 mm i 1067 mm), normalna (1435 mm) i širokotračna (1524 mmm i 1668 mm).
                                               

## Razvoj željeznica
Prve željezne vagončiće na tračnicama upotrebljavali su još u 16. stoljeću u Njemačkoj i Engleskoj za prijevoz iskopane rude. Vagončiće su vukli konji. Engleski inženjer George Stephenson izumio je prvu parnu lokomotivu. Mogla je brzinom pješaka vući nekoliko rudničkih vagona. Gradnjom udobnijih vagona, počeo je teretni i putnički razvoj željeznica. Prva javna željeznička prometna veza uspostavljena je 1825. između engleskih gradova Stocktona i Darlingtona. Najstarija pruga u Hrvatskoj izgrađena je 1860. između Kotoribe i Čakovca. Željeznički promet vrlo je značajan, premda u zadnje vrijeme opada zbog automobila, kamiona i autobusa. Poslije spore parne željeznice nastale su dizelske, pa moderne električne željeznice (elektrificirane). Željeznice velikih brzina (preko 200km/h) se koriste najčešće za putnički promet na dalekim relacijama i iznimno za prijevoz većih količina poštanske robe na dalekim relacijama. Željeznice velike brzine vrlo dobro konkuriraju osobnim motornim vozilima i imaju prednost, da nema zastoja u prometu i prometnih gužvi. Željeznice doprinose ekologiji kroz efikasnost, za razliku od cestovnog prometa. Prvu željeznicu na zapadnoj polutci postavili su Španjolci na Kubi 1837. godine, a tijekom stoljeća željeznica se pojavila u gotovo svim zemljama.

Monorail ili jednotračni vlakovi, su vrsta željeznice koje idu na jednoj vodilici i obično su električnog tipa. Struju za pogon dobivaju iz tračnica pod naponom, ali koje nisu direktan put za vođenje. Kreću se na povišenim kolosijecima kao brz i učinkovit prijevoz tzv. gradska nadzemna željeznica u mnogim velikim svjetskim metropolama.
Viseća željeznica je vrsta vlaka koji se kreće ovješen na fiksnim kabelima iznad razine ulice.
Najnoviji stupanj razvoja željeznice je tzv. magnetolevitacijska željeznica, koje više ne koriste klasične tračnice, nego lebde iznad voznog puta. One koriste tzv. linearni motor.

## Vrste željeznica
Opažamo gradske podzemne željeznice, gradske nadzemne željeznice, željeznica za uspon zupčanicima, uspinjače, viseće željeznice, šumske željeznice... Najduža željeznica je Transsibirska željeznica.

## Vrste željezničke vuče
- konjska vuča

Vagone vuku upregnuti konji, a rjeđe druge vučne životinje poput volova.
- parna vuča

Vuča se vrši tako, što toplina, dobivena sagorijevanjem (drveta ili ugljena) zagrijava vodu, koja se pretvara u paru. Tako dobivena snaga se prenosi na pogonske kotače.
- diesel vuča (podvrste: diesel-mehanička,diesel-hidraulička,diesel-električna)

Vuča se vrši tako, što se sagorijevanjem fosilnih goriva (najčešće nafta) dobiva energija koja se prenosi na pogonske kotače. Prijenos može biti mehanički (preko poluge). Hidraulički prijenos je preko stlačene tekućine. Diesel-električni prijenos funkcionira tako, što se preko generatora stvara električna struja, koja napaja elektromotore u pogonskim kotačima.
- električna vuča

Najučinkovitiji način vuče. Ova vuča zahtjeva najviše ulaganja u infrastrukturu elektrifikacije, ali daje najbolje rezultate i postiže najbolju učinkovitost uložene energije.

## Podzemna željeznica
U velegradovima je velik problem prijevoz putnika ujutro na posao i popodne s posla jer za kratko vrijeme treba prevesti desetke i stotine tisuća ljudi od središta grada, do udaljenih dijelova grada. U tu su svrhu izgrađene željeznice pod zemljom, najčešće električne, s kojima se izbjegava nadzemna gužva. Najprometnija je newyorška podzemna željeznica. U Hrvatskoj se planira izgradnja zagrebačke podzemne željeznice. Zanimljivo je, da mnoge svjetske željeznice nose titulu podzemne, a zapravo im je većina trase nadzemna, radi skupih troškova izgradnje tunela.
Poznatije podzemne željeznice su:
- Londonski sustav podzemne željeznice
- Moskovski sustav podzemne željeznice
- Pariški sustav podzemne željeznice
- Berlinski sustav podzemne željeznice

## Kombinirana željeznica (laka gradska željeznica)
Laka gradska željeznica podrazumijeva moguće kombinirane načine željeznice (npr. tramvaj, podzemna željeznica i prigradska željeznica).

## Vanjske poveznice
- Željeznice.net  Arhivirana inačica izvorne stranice od 12. listopada 2007. (Wayback Machine)
- Railfaneurope.net
- Željeznica Hrvatska tehnička enciklopedija, portal hrvatske tehničke baštine. LZMK

- Željeznice 21 Hrvatska tehnička enciklopedija, portal hrvatske tehničke baštine. LZMK

- Željeznički promet Hrvatska tehnička enciklopedija, portal hrvatske tehničke baštine. LZMK